# Kikuko Inoue
Kikuko Inoue (jap. 井上 喜久子 Inoue Kikuko; ur. 25 września 1964) – japońska seiyū, aktorka dubbingowa, wokalistka i narratorka, pracująca dla Office Anemone.

## Role głosowe
- 1989–1992: Ranma ½ – Kasumi Tendo
- 1990: Chibi Maruko-chan – żona Yacht-chana
- 1990: Fushigi no umi no Nadia – Electra
- 1991: Mój drogi bracie... – studentka trzeciego roku
- 1991: Otaku no video – Yoshiko Ueno
- 1992: Shin-chan – ciotka
- 1993: Oh! My Goddess – Belldandy
- 1993: Dragon Half – Mana
- 1994: Marmalade Boy – Anju Kitahara
- 1994: Wojowniczki z Krainy Marzeń – Tatra
- 1995: Sailor Moon SuperS – Rubina
- 1995: Anpanman – Luna
- 1995: Golden Boy – Ayuko Haramizu
- 1996–2010: Detektyw Conan –
  - Chianti,
  - różne postacie
- 1996: Sailor Moon Sailor Stars –
  - Aya Reiko,
  - Aluminum Siren
- 1996: Fake – Arisa
- 1997: Clamp Gakuen tanteidan – Yukiko Kudo
- 1998: The Adventures of Mini-Goddess – Belldandy
- 2000: Saiyuki – Yangming
- 2000–2001: Vandread – fama Meii
- 2000: InuYasha –
  - Izayoi,
  - Mu Onna
- 2001: Angelic Layer – Shuko Suzuhara
- 2001: Prétear – Natsue Awayuki
- 2001: Król szamanów – Anise
- 2001: X –
  - Tōru Shirō Tsukasaokamitoo,
  - Magami Zico
- 2001: Kapitan Jastrząb – młody Tsubasa Ozora
- 2002: Onegai Teacher – Mizuho Kazami
- 2002: Chobits – Chitose Hibiya
- 2002: Petite Princess Yucie – królowa Ercell
- 2002: Mobile Suit Gundam Seed – Caridad Yamato
- 2003: D.N.Angel – Rika Harada
- 2003: Takahashi Rumiko gekijō – Ruriko Tonegawa
- 2003: Onegai Twins – Mizuho Kazami
- 2005: Magister Negi Magi – Shizuna Minamoto
- 2005–2006: Oh! My Goddess – Belldandy
- 2006: Kiba – Sara
- 2006: Higurashi no naku koro ni – Akane Sonozaki
- 2006: Demashita! Powerpuff Girls Z – matka Himeko
- 2006: Pokémon – Togekiss
- 2006: Tokimeki Memorial Only Love – Megami
- 2006: Code Geass: Lelouch of the Rebellion –
  - Cécile Croomy,
  - Arthur,
  - Naomi Inoue,
  - Dorothea Ernst
- 2007: Claymore – Miria
- 2007: Lucky Star – Miki Hiiragi
- 2007: Emma – hrabina Monica Mildrake
- 2007–2012: Zero no Tsukaima – Eleanor
- 2007: Majin Tantei Nōgami Neuro – Mio Kakei
- 2007: Clannad – Sanae Furukawa
- 2008: Clannad: After Story – Sanae Furukawa
- 2008–2010: Toaru majutsu no Index – Shiina Kamijō
- 2009: Hajime no Ippo – Takamura Kyoka
- 2009: Umineko no naku koro ni – Virgilia
- 2009–2019: Fairy Tail – Minerva Orland
- 2010: HeartCatch Pretty Cure! – Keiko Ban
- 2010–2011: Mitsudomoe – Marina Sugisaki
- 2010: Nurarihyon no mago – Hanako
- 2010–2011: Bakuman – Miyuki Azuki
- 2010: Demon Maiden Zakuro – Rangui
- 2011: Mawaru Penguindrum – Chiemi Takakura
- 2011: Hunter × Hunter – Palm Siberia
- 2011: Pamiętnik przyszłości – Saika Gasai
- 2012: Brave10 – Sakurawari
- 2012: La storia della Arcana Famiglia – Sumire
- 2012: Binbō-gami ga! – Yamabuki
- 2012–2014: Miłość, gimbaza i kosmiczna faza
- 2012–2015: Aikatsu! – Asuka Amahane
- 2013: Suisei no Gargantia – Caster
- 2015: Ore monogatari!! – Ai Sunakawa
- 2015: Working!! – Kikuno
- 2015–2016: Durarara!! – Mimizu
- 2016: To Love-Ru – Sephie Michaela Deviluke
- 2016: Maho Girls Pretty Cure! – Benigio
- 2018: Hataraku saibō – makrofag